# Carlos Hermosillo
Carlos Hermosillo (24 d'agost de 1964) és un exfutbolista mexicà. Va formar part de l'equip mexicà a la Copa del Món de 1986.